# جاستیس اسمیث
جاستیس اسمیث (انگلیسی: Justice Smith؛ زادهٔ ۹ اوت ۱۹۹۵) هنرپیشه، بازیگر تلویزیون، بازیگر سینما، و بازیگر تئاتر اهل ایالات متحده آمریکا است. وی از سال ۲۰۱۲ میلادی تاکنون مشغول فعالیت بوده‌است. مهم ترین فیلم او تاکنون "همه مکان های روشن" بوده است که نقش اول مرد آن را برعهده داشت.
از فیلم‌ها یا برنامه‌های تلویزیونی که وی در آن نقش داشته‌است می‌توان به شهرهای کاغذی، کاراگاه پیکاچو، همه مکان‌های روشن، زیرک‌تر و انجمن سیاه پوستان جادویی آمریکا اشاره کرد.

## زندگی شخصی
او در ۵ ژوئن ۲۰۲۰، در صفحهٔ اینستاگرامی خود به عنوان یک کوئیر آشکارسازی کرد و اعلام کرد که با نیکلاس ال. اش، بازیگر آمریکایی، در رابطه است.